# Kendji (album)
Albums de Kendji Girac
Kendji Girac (EP)
(2014) Ensemble
(2015)
Singles
1. Color Gitano
Sortie : 16 juin 2014
2. Andalouse
Sortie : 18 août 2014
3. Elle m'a aimé
Sortie : 25 août 2014
4. Conmigo
Sortie : 18 mars 2015
5. Cool
Sortie : 7 juin 2015

Kendji est le premier album studio du chanteur français Kendji Girac sorti le 8 septembre 2014.
Une réédition de l'album est sortie le 4 mai 2015.

## Promotion
Kendji Girac passe sur le plateau du Gu'live lors de l'émission du 22 octobre 2014 et de Touche pas à mon poste ! le 30 octobre 2014.

## Liste des pistes
Édition standard
| No  | Titre                           | Auteur                                              | Durée |
| --- | ------------------------------- | --------------------------------------------------- | ----- |
| 1.  | Color Gitano                    | François Welgryn, Mendes The Dude, Renaud Rebillaud | 3:33  |
| 2.  | Andalouse                       | Nazim Khaled, Christian Dessart, Rachid Mir         | 2:49  |
| 3.  | Mon univers                     | Johan Errami, Karim Deneyer, Kowalski, Skalpovich   | 3:24  |
| 4.  | Viens chez nous                 | Kerredine Soltani, Tryss                            | 3:31  |
| 5.  | Cool                            | Nazim Khaled, Christian Dessart, Rachid Mir         | 3:19  |
| 6.  | Mi Amor                         | H Magnum, Johan Errami, Karim Deneyer, Skalpovich   | 3:50  |
| 7.  | Avec toi                        | Fred Lafage, Kerredine Soltani                      | 3:29  |
| 8.  | Baïla Amigo                     | Sandro Abaldonato, Sébastien Abaldonato             | 3:18  |
| 9.  | Je m'abandonne                  | H Magnum, Karim Deneyer, Kendji Girac, Skalpovich   | 3:17  |
| 10. | Gentleman (feat. Marine Basset) | Kerredine Soltani, Loko, Tryss                      | 3:01  |
| 11. | Au sommet                       | H Magnum, Karim Deneyer, Skalpovich, Tommy Djibz    | 3:35  |
| 12. | Elle m'a aimé                   | Khalid Ahlalou, Tommy Djibz                         | 3:28  |
| 13. | Bella                           | Gandhi Djuna, Bastien Vincent, Renaud Rebillaud     | 4:00  |

Édition limitée
| No  | Titre                             | Auteur                                              | Durée |
| --- | --------------------------------- | --------------------------------------------------- | ----- |
| 14. | La Bohème                         | Charles Aznavour, Jacques Plante                    | 3:23  |
| 15. | Color Gitano (acoustique version) | François Welgryn, Mendes The Dude, Renaud Rebillaud | 2:00  |
| 16. | Andalouse (acoustique version)    | Nazim Khaled, Christian Dessart, Rachid Mir         | 1:44  |

Réédition
| No  | Titre                                             | Auteur                                                                   | Durée |
| --- | ------------------------------------------------- | ------------------------------------------------------------------------ | ----- |
| 14. | Conmigo                                           | Nazim Khaled, Christian Dessart, Rachid Mir                              | 3:04  |
| 15. | Les richesses du cœur                             | Nazim Khaled, Christian Dessart, Rachid Mir                              | 3:30  |
| 16. | La Bohème                                         | Charles Aznavour, Jacques Plante                                         | 3:23  |
| 17. | One Last Time (Attends-moi) (feat. Ariana Grande) | David Guetta, Savan Kotecha, Giorgio Tuinfort, Rami Yacoub, Nazim Khaled | 3:14  |
| 18. | Elle m'a aimé [Radio Edit]                        | Khalid Ahlalou, Tommy Djibz                                              | 3:28  |

## Clips vidéos
- Color Gitano : 21 juin 2014
- Andalouse : 26 septembre 2014
- Elle m'a aimé : 4 décembre 2014
- Conmigo : 18 mars 2015
- Cool : 2 juillet 2015

## Accueil commercial
Il se classe numéro un des ventes en France dès sa sortie, avec 68 000 exemplaires écoulés la première semaine, ce qui en fait le meilleur démarrage pour le premier album d'un artiste français depuis Christophe Willem en 2005.
En 2014, l'album s'est écoulé à 549 000 exemplaires, ce qui est la deuxième meilleure vente de l'année derrière Racine carrée de Stromae. Fin mai 2015, l'album s'est écoulé à 800 000 exemplaires. Le 21 juillet 2015, l'album atteint les 900 000 ventes.
Le 9 octobre 2015, il atteint 1,4 million d'albums vendus et rentre ainsi parmi les 19 albums écoulés à plus d'un million d'exemplaires depuis l'année 2000.

## Accueil critique
L'album reçoit des retours critique mitigés. Charles Gautier du site L'Obs Le Plus juge la sortie de l'album précipitée et qualifie celui-ci « d'immature, banal et sans âme » et Kendji Girac de « nouveau jouet de TF1 ». Hermance Murgue, de l'Express, qualifie au contraire l'album d'accessible : « Ce mélange de modernité et de tradition a su convaincre un certain public durant l'été. Beaucoup d'internautes font même remarquer qu'ils apprécient sa musique sans être adepte de la musique gitane »

## Classements et certifications

### Classements hebdomadaire
| Classement (2014)            | Meilleure position |
| ---------------------------- | ------------------ |
| Belgique (Wallonie Ultratop) | 1                  |
| France (SNEP)                | 1                  |
| Suisse (Schweizer Hitparade) | 30                 |

### Classement annuel
| Classement (2014) | Position |
| ----------------- | -------- |
| France (SNEP)     | 2        |

### Ventes et certification
| Région                                                                                                 | Certification | Ventes/Streams |
| --- | ------------- | -------------- |
| France (SNEP)                                                                                          | 3 × Diamant   | 1 500 000*     |
| Belgique (BEA)                                                                                         | Platine       | 20 000*        |
| *Ventes selon la certification ^Mise en rayon selon la certification xNon précisé par la certification |               |                |